# 長野県道293号上今井洗馬停車場線
長野県道293号上今井洗馬停車場線（ながのけんどう293ごう かみいまいせばていしゃじょうせん）は、長野県松本市大字今井字上今井の長野県道298号土合松本線交点から長野県塩尻市宗賀の中央本線洗馬駅までを結ぶ一般県道。別名は仁科街道。

## 重複区間
- 長野県道292号御馬越塩尻停車場線（塩尻市洗馬）
- 長野県道294号原洗馬停車場線（塩尻市宗賀）
- 長野県道304号本山床尾線（塩尻市宗賀）

## 地理
田園地帯の中を走るため、周囲には建物が少ない。
- 塩尻市立洗馬小学校
- 塩尻市立宗賀小学校
- 洗馬駅

### 通過する自治体
- 長野県
  - 松本市 - 塩尻市

### 交差する道路・河川
- 長野県道298号土合松本線（松本市大字今井字上今井＝今井郵便局前の交差点）
- 小曽部川（塩尻市洗馬＝岩垂橋）
- 長野県道292号御馬越塩尻停車場線（塩尻市洗馬＝原村交差点）
- 奈良井川（塩尻市洗馬 - 宗賀、琵琶橋）
- 長野県道294号原洗馬停車場線（塩尻市宗賀＝信号無交差点）
- 長野県道304号本山床尾線（塩尻市宗賀＝信号無交差点）